# Fižolova muha
Fižolova muha (znanstveno ime Delia platura) je škodljivec kmetijskih rastlin, predvsem fižola in graha.

## Opis
Odrasla fižolova muha doseže v dolžino med 4,5 in 5,5 mm, žerka pa med 5 in 6,5 mm. Muha ima 3-6 generacij na leto, vendar je le prva generacija škodljivec na kalečih rastlinah. Samica spomladi odloži več 100 jajčec v zemljo. Razvoj ličinke traja 3 tedne. Žerke izjedajo nabrekla semena, kalčke, koreninski vrat, poleg obžiranja kalečih rastlin pa se lahko prehranjujejo tudi z odmrlo rastlinsko hrano in hlevskim gnojem. Prezimi v tleh kot buba iz katere spomladi znova izleti muha.